# Sillim-myeon, Wonju
Sillim-myeon (koreanska: 신림면) är en socken i kommunen Wonju i provinsen Gangwon i den centrala delen av Sydkorea, 105 km öster om huvudstaden Seoul.